# Sidama (Volk)

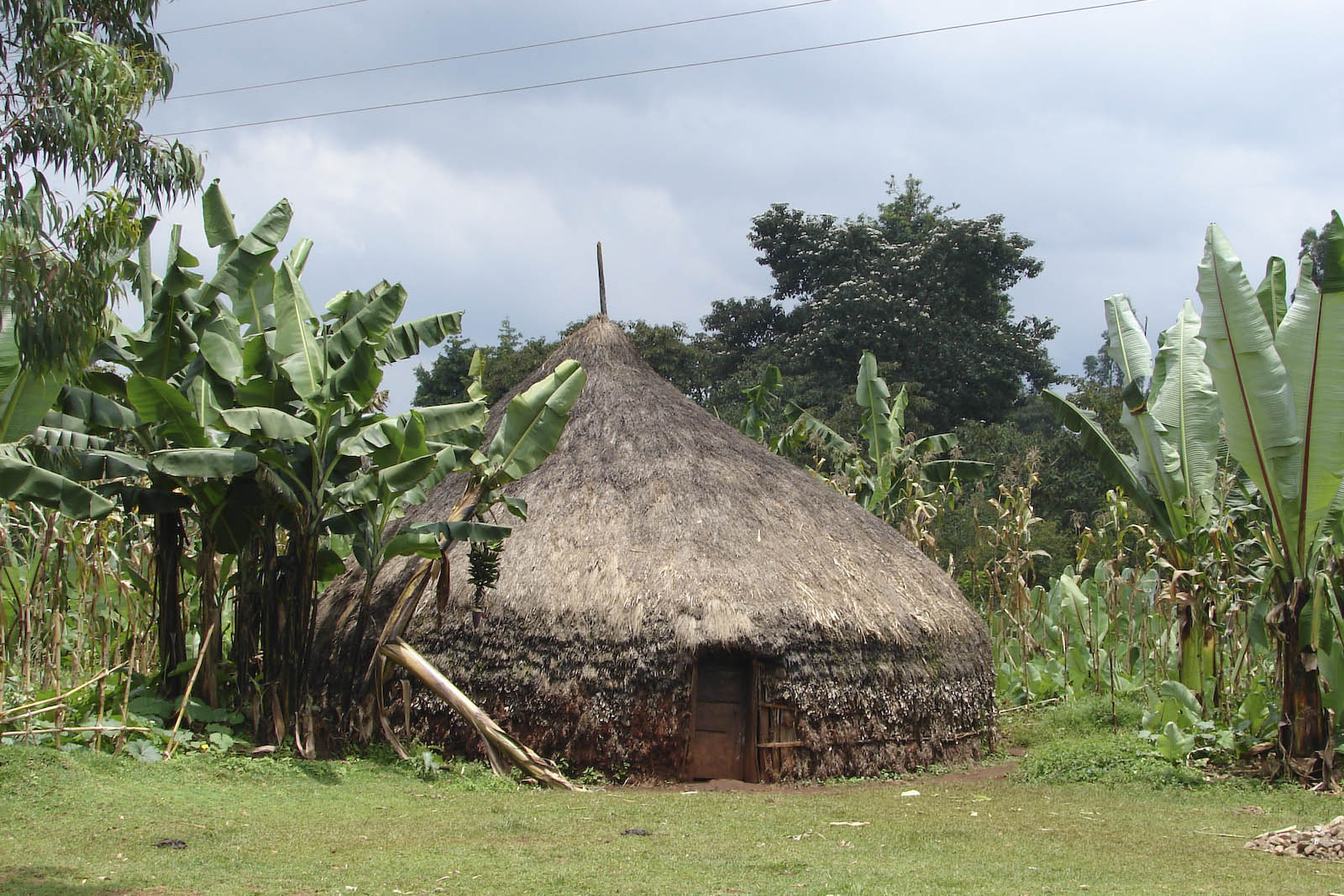
Hütte der Sidama

Lage der Region Sidama in Äthiopien

Die Sidama oder Sidamo im engeren Sinn sind eine Volksgruppe, die im Südwesten Äthiopiens in der Region Sidama lebt.

## Ethnie und Sprache
Ihre Sprache wird ebenfalls Sidama genannt und gehört zu den hochlandostkuschitischen Sprachen. Gemäß Volkszählung von 2007 leben in Äthiopien knapp 3 Millionen Sidama. Sie machen 4 % der Gesamtbevölkerung aus und sind die fünftgrößte ethnische Gruppe des Landes. Mehr als 95 % von ihnen leben in ländlichen Gebieten.
Darüber hinaus wurde „Sidama“ auch als Sammelbegriff für sämtliche Völker der kuschitischen Sprachgruppe in Äthiopien mit Ausnahme der Oromo, Somali und Afar gebraucht. Die Oromo verwendeten diese Bezeichnung für sämtliche anderen Volksgruppen, einschließlich Somali oder auch Amharen.
Fast 85 % der Sidama leben von der Landwirtschaft. Ein wichtiges Grundnahrungsmittel ist das Bananengewächs Wesse (Ensete), daneben werden noch andere Nahrungsmittel angebaut sowie Rinder gehalten. Als Einkommensquelle spielt der Kaffeeanbau eine wichtige Rolle. 2003 waren Sidama-Kaffeebauern infolge des Verfalls der Weltmarktpreise für Kaffee („Kaffeekrise“) von Hunger betroffen.
Die Einführung der neuen Verwaltungsgliederung Äthiopiens mit der Schaffung von ethnisch definierten Regionen hat das Verhältnis zwischen den Sidama und benachbarten Volksgruppen verändert. So kam es ab 1992 zu Konflikten mit den Guji-Oromo um das Gebiet von Wondo Genet. Die bislang mit den Sidama verbündeten Guji näherten sich anderen Oromo-Gruppen an und wollten Wondo Genet der Region Oromia zuteilen, während es die Sidama in ihre Zone in der Region der südlichen Nationen, Nationalitäten und Völker (SNNPR) eingliedern wollten. Das Gebiet wurde schließlich größtenteils der SNNPR zugeschlagen. Oromo-Kinder in Wondo Genet werden seither in den Schulen auf Sidama unterrichtet, was weiterhin für Unmut bei den Oromo sorgt. Die Sidama schlossen sich im Zuge dieser Streitigkeiten mit den Hadiyya, Kambaata und Wolaytta zusammen, gegen die sie früher kämpften. Eine Volksabstimmung 2019 führte zur Schaffung einer eigenständigen Region Sidama im Jahr 2020.

## Fichee-Chambalaalla
Eine intensive Tradition der Sidama ist das Neujahrsfest, genannt Fichee-Chambalaalla, zu dem Familien und Clans zusammenkommen und buurisame-Speise verschenken.
2015 wurde Fichee-Chambalaalla, das Neujahrsfest des Sidama-Volks, von der UNESCO in die Repräsentative Liste des immateriellen Kulturerbes der Menschheit aufgenommen.